# Pilota
|  | Per a altres significats, vegeu «Pilota (desambiguació)». |

Una pilota o baló és un objecte, generalment esfèric o esferoide habitualment fet de cuir o d'algun material sintètic, sovint inflat d'aire, que s'utilitza en gran nombre de jocs i esports. Hi ha moltes menes de pilotes, diferents de mides, pes, dibuixos i tacte, segons l'esport, per exemple: pilota de platja, futbol americà, golf, handbol, hoquei, joc de pilota, joc de pilota mesoamericà, pilota basca, pilota valenciana, tennis, voleibol o rugbi.
En la major part dels jocs de pilota, l'objectiu consisteix a manipular la pilota amb parts del cos o amb alguna eina per introduir-la en una àrea de gol o meta, que varia segons les regles de cada joc.

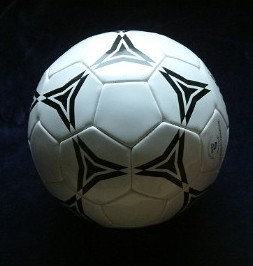
Futbol
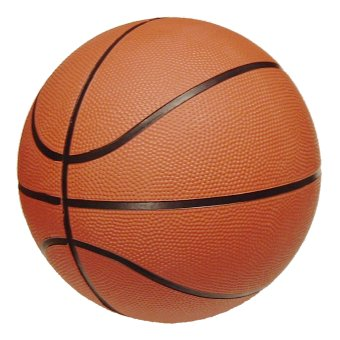
Bàsquet
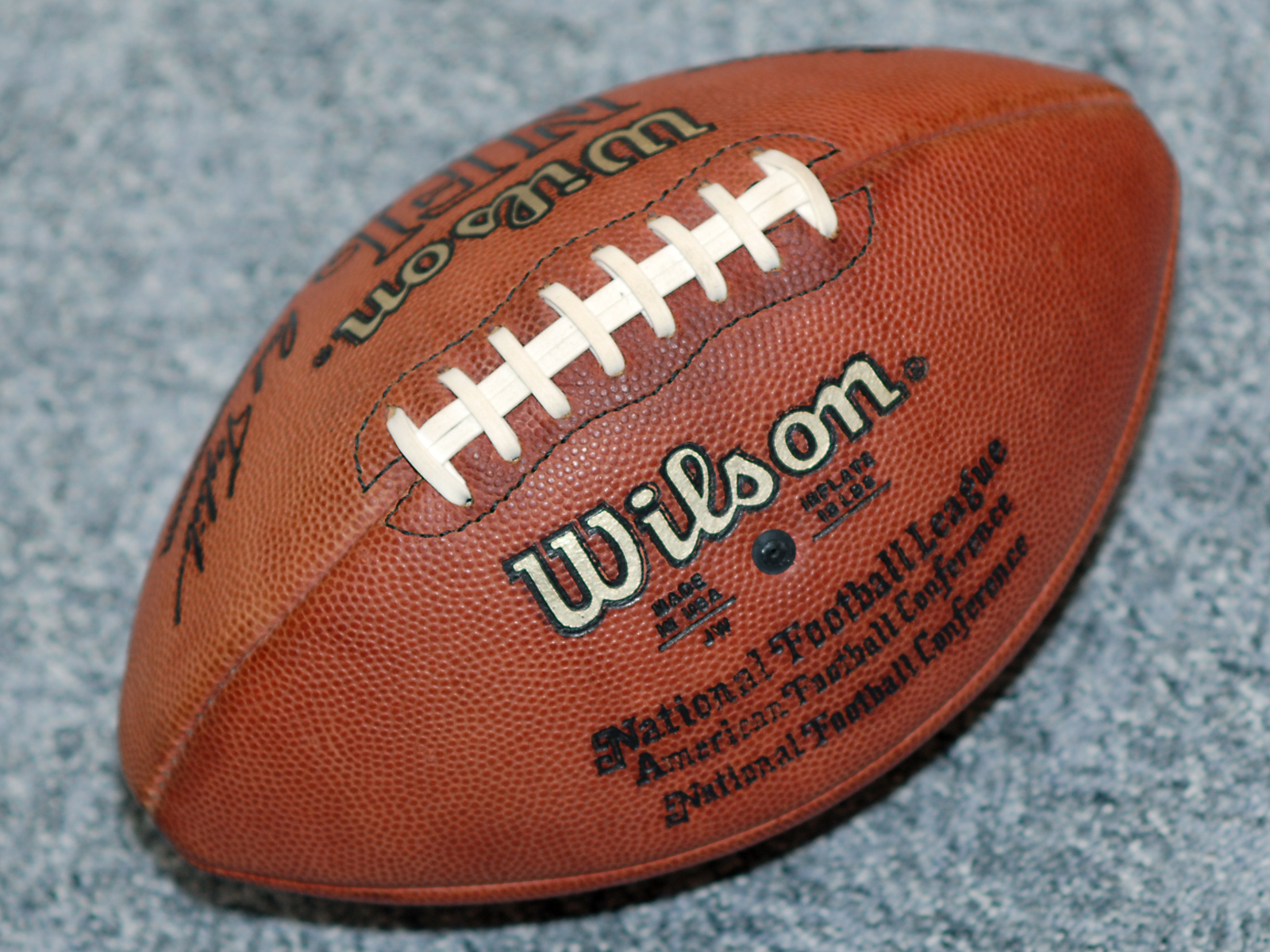
Futbol americà
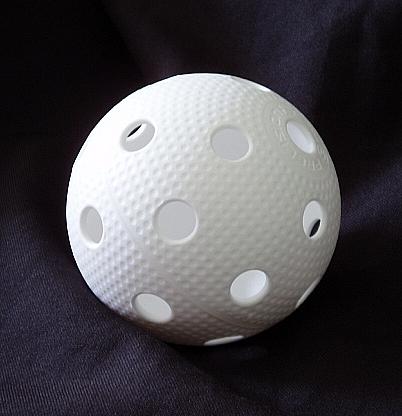
Floorball
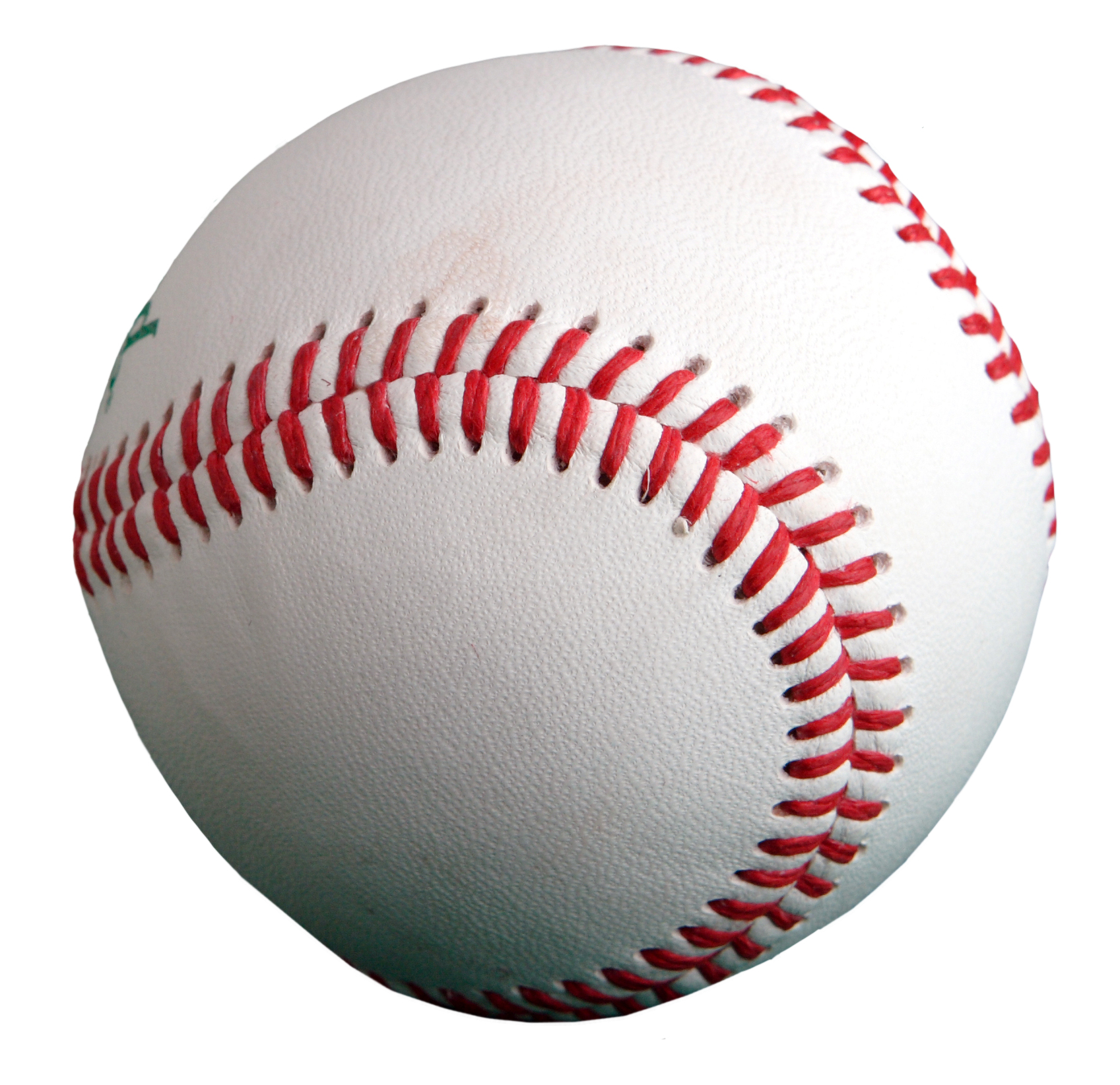
Beisbol
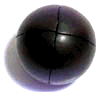
Pilota de vaqueta (Pilota valenciana)
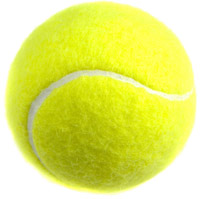
Tenis

## Etimologia
El primer ús conegut del terme anglèss ball, amb el sentit d'un cos globular amb el qual es jugava, fou l'any 1205 en una compilació de poemes (el Brut de Layamon o Chronicle of Britain en anglès). En català, el mot pilota, es va introduir a l'edat mitjana procedent del francès o occità; és de la mateixa família llatina que la paraula "pellis", que significa pell, i al·ludeix a la part exterior o embolcall de cuir que recobreix la cambra d'aire. Apareix al segle xv en l'inventari dels béns de Joan de Borja, duc de Gandia de l'Arxiu Catedral de València, sign. 64: 24. com a piilota de vent.

## Història

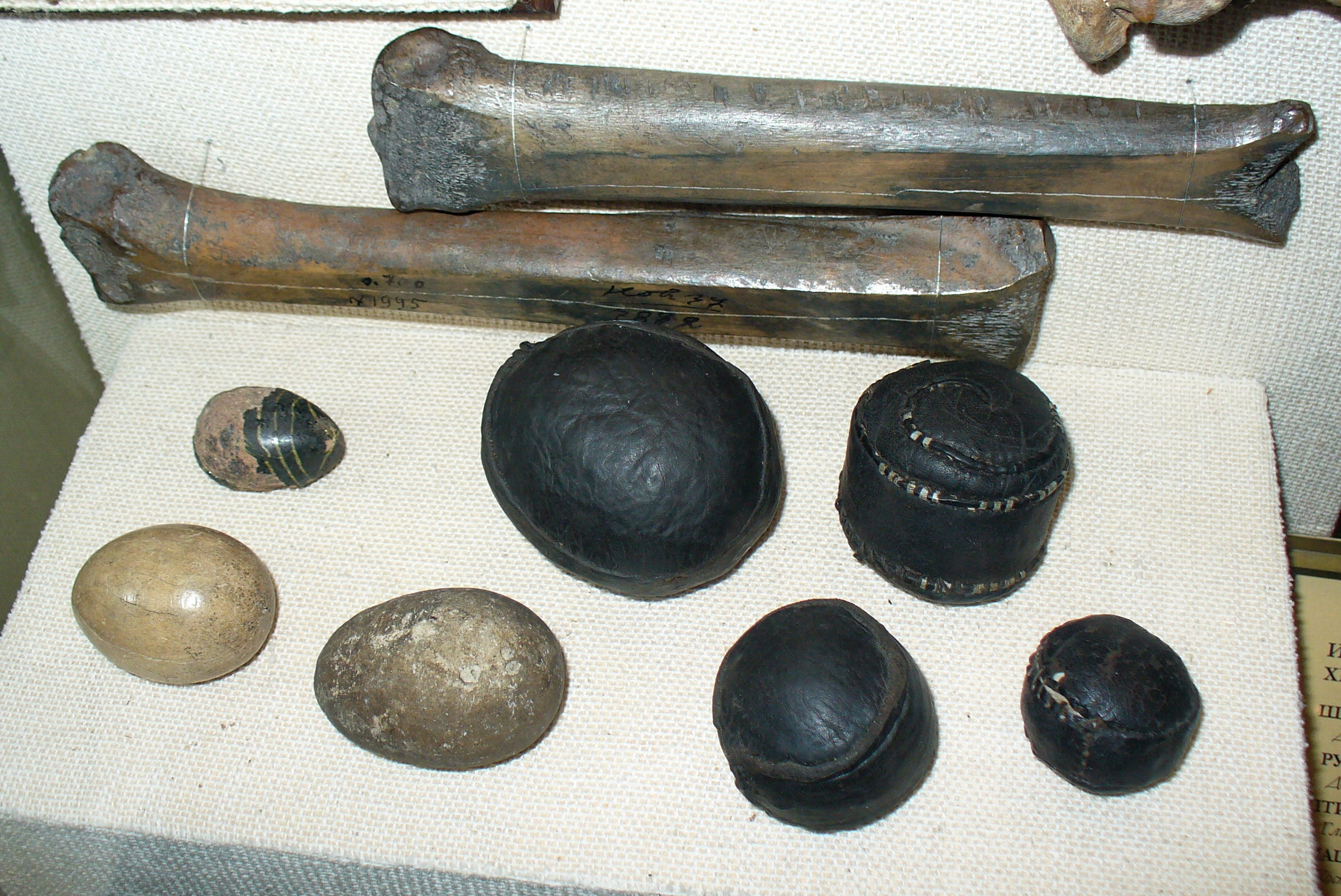
Pilotes de cuir russes (Rus: мячи), segle XII-XIII

En l'antiguitat, a Egipte, Grècia, Roma, Xina, Japó i Mesoamérica es jugaven jocs de pilota.
La pilota, com a característica en molts jocs què requereixen esforç físic, data des del principi dels temps. Es poden trobar en monuments Egipcis, amb dibuixos d'algun tipus de joc amb pilota, i, avui en dia, inclús és jugat per les tribus aborígens. També hi ha referències a obres antigues, per exemple, a l'Odisea, Nausica estava jugant amb una pilota amb les seves donzelles quan Odisseu la va veure per primera vegada en la terra de Phaeacians (Od. vi. 100).

### Dels xinesos als mesoamericans
La pilota de cuir la van inventar els xinesos al segle iv aC. Els xinesos les omplien amb cordes. Això va sorgir quan un dels cinc grans governants de la Xina en l'antiguitat, Fu-Hi, apassionat inventor, va endurir diverses arrels dures fins a formar una massa esfèrica que va recobrir amb trossos de cuir cru: havia inventat la pilota. El primer que se'n va fer, va ser simplement de jugar a passar-se-la de mà en mà. No la van utilitzar en campionats. Les cultures mesoamericanas van ser les primeres a fer servir les pilotes amb la capacitat de rebot, atès que ells van inventar les pilotes de cautxú i làtex.

### Dels grecs fins alseglexviii

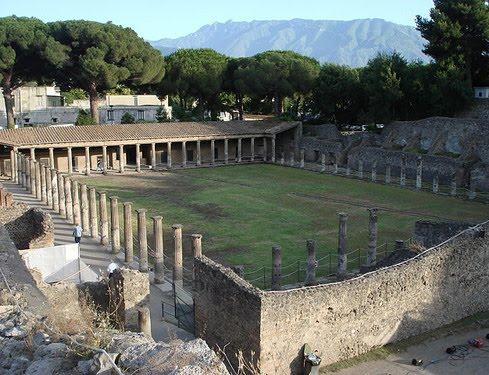
Gimnàs de l'Antiga Grècia

En temps dels grecs hi ha molts testimonis sobre la història del joc de pilota, amb descripcions de la pràctica d'aquest esport, per exemple esmentant a Alexandre Magne com a bon jugador. A Roma, aquest esport estava prescrit pels metges com un exercici recomanable per a totes les edats i condicions, senadors, gent del poble. Fins i tot es van fundar associacions i federacions per a la competició.
El joc va ser estès pels legionaris a les terres de l'Imperi: es va practicar a Bèlgica, França, Itàlia i a la península Ibèrica continuant al llarg de l'Edat Mitjana.

### Pilotes de vent
Una pilota de vent era una pilota buida i inflada amb aire a pressió que podia botar i rebotar en impactar amb certa velocitat contra un cos sòlid, que s'emprava en èpoques antigues (segles XV i XVI). L'ús típic de les pilotes de vent van ser els diferents jocs de pilota.
El nom pilota de vent s'emprava en èpoques antigues (segles XV i XVI). Encara que conceptualment moltes de les pilotes actuals estan inflades amb aire a pressió la denominació moderna es simplifica en "pilota", prescindint del sistema adoptat en la seva fabricació .

## Pilota de futbol
La pilota reglamentària de futbol és de cuir o similar, amb un perímetre d'entre 68 i 70 cm (diàmetre entre 21,65 i 22,29 cm) Té una massa de 410 a 450 g i una pressió d'inflat, equivalent a 0,6-1,1 atm (600-1100 g/cm²) al nivell del mar. Encara que la pilota de futbol es diu esfèric, solen ser icosàedres truncats amb 12 pentàgons i 20 hexàgons regulars, amb unes cares però, que no són completament planes, sinó lleugerament corbes.
La FIFA defineix tres nivells de qualitat diferents: aprovada per la FIFA, inspeccionada per la FIFA i pilota internacional estàndard. Totes les pilotes utilitzades en competicions oficials han d'incloure un d'aquests tres segells. El segell FIFA Approved (aprovat per la FIFA) és la certificació més exigent de les tres. Per obtenir el segell, les pilotes han de superar una anàlisi de laboratori. En aquesta anàlisi se'n avalua el pes, circumferència, esfericidad, pèrdua de pressió, absorció d'aigua i el rebot.

## Pilota de futbol americà
La pilota futbol americà consta d'una cambra d'hule inflada amb una pressió de 12 1/2 a 13 1/2 lliures, coberta amb una capa de cuir de forma oval. En l'eix llarg fa d' 28 a 28,5 cm. El perímetre llarg (de punta a punta) fa 71 a 72,4 cm. El perímetre curt (mesurat al centre de la pilota) de 53,3 a 54 cm. Pesa de 396 a 425 grams.

## Pilota de bàsquet
La pilota de bàsquet mesura entre 69 a 78 cm depenent de si es tracta d'una pilota de bàsquet masculí, femení, o infantil. Igualment el pes varia depenent de la categoria variant dels 470 als 650 grams.
- Pilota Masculina “Nº 7A” fa 75-78 cm i pesa 567-650 g
- Pilota Femenina “Nº 6A” fa 72-73 cm i pesa 510-567 g
- Pilota Junior “Nº 5A” fa 69-70 cm i pesa 470-510 g

Quant a l'aspecte extern, les pilotes de bàsquet generalment són de color taronja i tenen una superfície rugosa per evitar que rellisquin a les mans dels jugadors.

## Pilota de tennis
La federació internacional del tennis dicta les regles respecte a les mesures de les pilotes. Han de tenir un diàmetre que oscil·li entre 65,41-68,58 mm i un pes entre 56 i 59,4 g. Apart es contempla que l'únic color que pot utilitzar-se és el groc amb la línia separadora blanca per tal de millorar la visibilitat per als jugadors i també dels espectadors.

## Pilota de golf
La pilota de golf no pot pesar més de 45,93 g i cal tenir en consideració que una pilota més pesada arriba més lluny. El diàmetre no pot ser inferior a 42,67 mm i com passa amb els pals, en els tornejos oficials es verifica que compleixen les regles. Els diferents tipus usats depenen de les característiques i preferències dels jugadors. També s'acostuma a fer servir pilotes prèviament utilitzades algunes vegades per altres jugadors, provinents de tornejos.

## Pilota de voleibol
La pilota és esfèrica i flexible; de 65-67 cm de circumferència, de 260-280 g de pes amb una pressió interior a 0,3-0,325 kg/cm². És doncs, més petita i lleugera que les pilotes emprades en el bàsquet o el futbol. Pot estar feta de diferents materials encara que el més pràctic i utilitzat és el cuir. També hi ha pilotes de plàstic que serveixen per als entrenaments.

## Pilota de beisbol
La pilota de beisbol és la que s'utilitza per a la pràctica d'aquest esport. Té una circumferència de 22,5 cm i no superior a 24 cm i un pes de 142 g. Poden ser diferents en lligues infantils. És de construcció variable: generalment el nucli de la pilota és de suro, cautxú, o una mescla d'ambdós, i a vegades pot constar de diverses capes. Són enrotllades de cintes de diversos materials que inclouen fil i cordill, p ocasionalment llana.